# Xã Gerrard, Quận Towner, Bắc Dakota
Xã Gerrard (tiếng Anh: Gerrard Township) là một xã thuộc quận Towner, tiểu bang Bắc Dakota, Hoa Kỳ. Năm 2010, dân số của xã này là 13 người.